# Austrarchaea
Genre
Austrarchaea est un genre d'araignées aranéomorphes de la famille des Archaeidae.

## Distribution
Les espèces de ce genre sont endémiques d'Australie. Elles se rencontrent au Queensland et en Nouvelle-Galles du Sud.

## Liste des espèces
Selon World Spider Catalog (version 25.0, 23/05/2024) :
- Austrarchaea alani Rix & Harvey, 2011
- Austrarchaea aleenae Rix & Harvey, 2011
- Austrarchaea andersoni Rix, 2024
- Austrarchaea binfordae Rix & Harvey, 2011
- Austrarchaea christopheri Rix & Harvey, 2011
- Austrarchaea clyneae Rix & Harvey, 2011
- Austrarchaea cunninghami Rix & Harvey, 2011
- Austrarchaea davidi Rix, 2022
- Austrarchaea daviesae Forster & Platnick, 1984
- Austrarchaea dianneae Rix & Harvey, 2011
- Austrarchaea griswoldi Rix & Harvey, 2012
- Austrarchaea harmsi Rix & Harvey, 2011
- Austrarchaea helenae Rix & Harvey, 2011
- Austrarchaea hoskini Rix & Harvey, 2012
- Austrarchaea judyae Rix & Harvey, 2011
- Austrarchaea karenae Rix & Harvey, 2012
- Austrarchaea laidlawae Rix, 2022
- Austrarchaea mascordi Rix & Harvey, 2011
- Austrarchaea mcguiganae Rix & Harvey, 2011
- Austrarchaea milledgei Rix & Harvey, 2011
- Austrarchaea monteithi Rix & Harvey, 2011
- Austrarchaea nodosa (Forster, 1956)
- Austrarchaea platnickorum Rix & Harvey, 2011
- Austrarchaea raveni Rix & Harvey, 2011
- Austrarchaea smithae Rix & Harvey, 2011
- Austrarchaea tealei Rix & Harvey, 2012
- Austrarchaea thompsoni Rix & Harvey, 2012
- Austrarchaea wallacei Rix & Harvey, 2012
- Austrarchaea westi Rix & Harvey, 2012
- Austrarchaea woodae Rix & Harvey, 2012

## Systématique et taxinomie
Ce genre a été décrit par Forster et Platnick en 1984 dans les Archaeidae.

## Publication originale
- Forster & Platnick, 1984 : « A review of the archaeid spiders and their relatives, with notes on the limits of the superfamily Palpimanoidea (Arachnida, Araneae). » Bulletin of the American Museum of Natural History, no 178, p. 1-106 (texte intégral).